# Jeremy Beecham, Baron Beecham

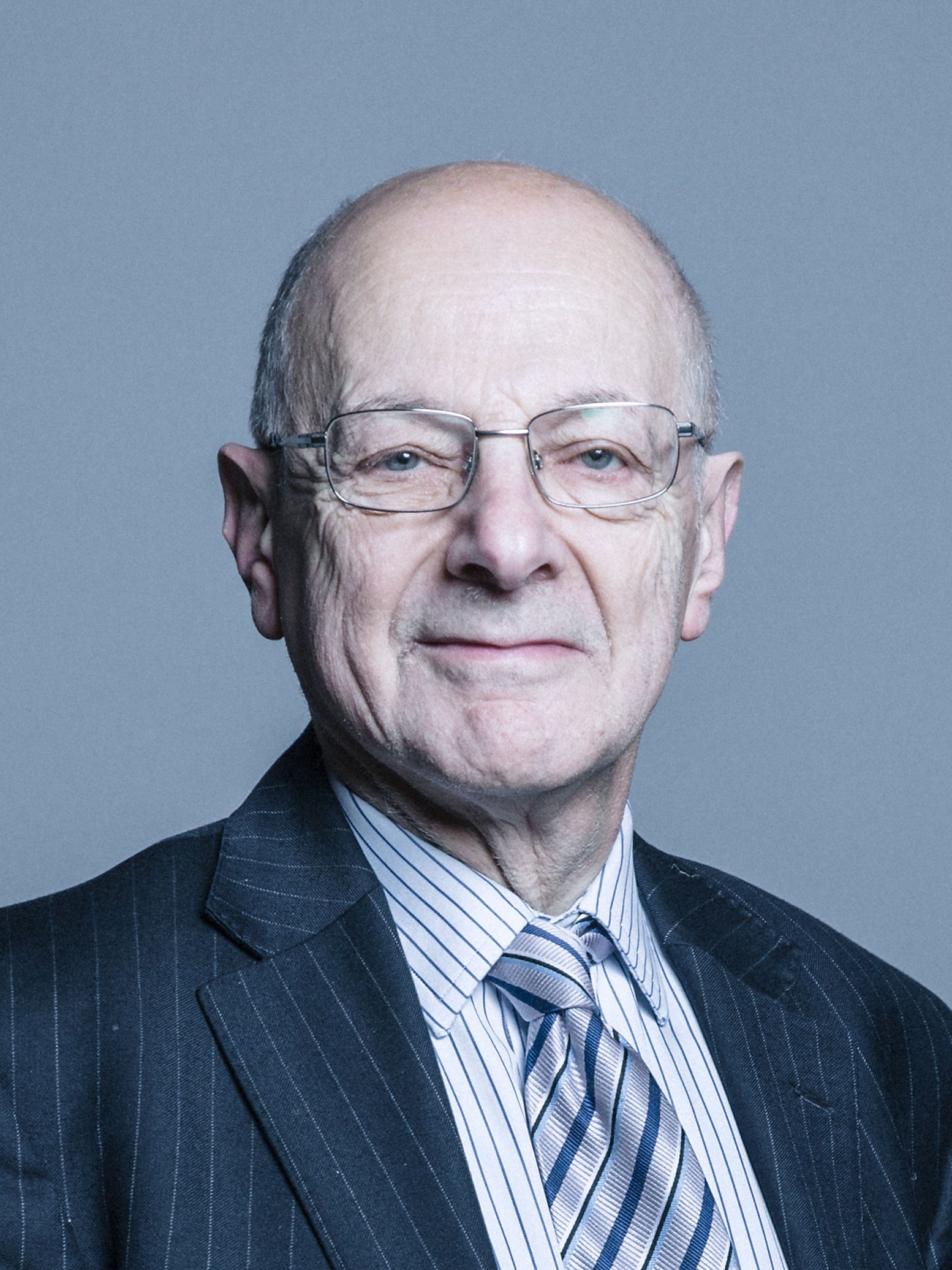
Jeremy Beecham, Baron Beecham

Jeremy Hugh Beecham, Baron Beecham, Kt, DL (* 17. November 1944), ist ein britischer Politiker der Labour Party und eine Persönlichkeit der Kommunalpolitik. Er war Vorsitzender (Leader) des Newcastle City Council und der erste Vorsitzender (Chairman) der Local Government Association. Von Oktober 2005 bis September 2006 war er Vorsitzenden (Chairman) des National Executive Committee der Labour Party.

## Leben und Karriere
Beecham besuchte die Royal Grammar School in Newcastle upon Tyne und von 1962 bis 1965 das University College der University of Oxford, wo er einen Abschluss mit First Class Honours erreichte.
Von 1968 bis 2002 war er Partner bei Beecham Peacock. Seit 2002 ist er dort Berater (Consultant).
Er wurde 1968 als Solicitor zugelassen. 1959 trat er in die Labour Party ein und wurde 1967 zum Councillor für Benwell und Newcastle upon Tyne City gewählt. Beecham trat erfolglos im Wahlkreis Tynemouth zur Unterhauswahl 1970 an. Von 1973 bis 1977 saß er dem Social Services Committee des Councils vor und war Vorsitzender (Leader) von 1977 bis 1994, sowie Vorsitzender (Chair) des Finance Committee von 1979 bis 1984. Von 1977 bis 1994 war er Vorsitzender (Chairman) des Policy and Resources Committee. Von 1985 bis 1997 gehörte er dem Development Committee an.
Bei der North Development Company Ltd  war Beecham von 1986 bis 1991 Direktor. Von 1983 bis 1987 war Beecham Commissioner von English Heritage. 1985 wurde er Mitglied des Theatre Royal Trust. Von 1987 bis 1989 gehörte er dem Aufsichtsrat (Council) der Neighbourhood Energy Association und seit 1988 dem President's Committee Business in the Community an.
1991 wurde Beecham Vorsitzender (Chairman) der Association of Metropolitan Authorities (AMA). Als die AMA sich zum 1. April 1997 mit der Association of District Councils und der Association of County Councils zur Local Government Association (LGA) zusammenschloss, wurde er der erste Vorsitzende (Chairman) der LGA und blieb dies bis 2004, anschließend wurde er stellvertretender Vorsitzender (Vice-Chairman). Auch ist er Vorsitzender der LGA Labour Group und Präsident der British Urban Regeneration Association.
Beecham war Mitglied zahlreicher Aufsichtsräte und Ausschüsse in Newcastle und North East England und beriet die Regierung.
Von 1971 bis 1983 war er Mitglied des NEC Local & Regional Government Sub-Committee. Seit 1992 gehört er dem Join Policy Committee an. Von 1992 bis 1998 war er Mitglied des Domestic and Intelligence Policy Committee. Er war Mitglied des National Executive Committee der Labour Party seit 1998 und war dessen Vorsitzender (Chairman) von 2005 bis 2006, sowie stellvertretender Vorsitzender (Vice-Chairman) von 2004 bis 2005.
1994 wurde er Deputy Lieutenant des County Tyne and Wear und repräsentiert weiterhin Benwell and Scotswood im City Council. Seit 1989 ist Beecham Mitglied des Aufsichtsrates (Council) der Charity-Organisation Common Purpose.
Er wurde 1995 Präsident von Age Concern Newcastle sowie 1996 bei BURA. Beecham ist seit 1997 Präsident der Newcastle Choral Society.
Er ist seit 1999 Mitglied des Treuhandrates (Trustee) des Tyneside Cinema. Seit 2007 ist er Mitglied des Aufsichtsrates (Board) des New Israel Fund und seit 2009 dessen stellvertretender Vorsitzender (Vice-Chairman).
Seit 2000 ist Beecham Mitglied des NHS Modernisation Board und seit 2006 beim Beirat (Intelligence Advisory Board) der Harold Hartog School of Government an der Tel Aviv University.

## Mitgliedschaft im House of Lords
Beecham wurde am 20. Juli 2010 zum Life Peer als Baron Beecham, of Benwell and Newcastle upon Tyne in the County of Tyne and Wear, ernannt. Seine offizielle Einführung ins House of Lords erfolgte am 27. Juli 2010 mit Unterstützung von John Walton, Baron Walton of Detchant, und Jack Cunningham. Seine Antrittsrede hielt er am 5. Oktober 2010. Beecham ist an Sitzungstagen regelmäßig anwesend.

## Wirken in der Öffentlichkeit
Bei einer lokalen Konferenz im Januar 2011 sprach er sich für eine Erhöhung der Aufwandsentschädigungen eines Councillors aus. Dies wurde von den Konservativen kritisch hinterfragt. In einem für den Guardian verfassten Artikel setzte er sich kritisch mit der von der Regierung eingebrachten Localism Bill auseinander. Im Januar 2012 sprach er sich für Ergänzungen bei der Legal Aid, Sentencing and Punishment of Offenders Bill (LASPO) aus. Angesichts von diskutierten Änderungen im Wahlrecht sprach er sich gegen eine Einführung einer freiwilligen Wählerregistrierung aus.

## Ehrungen
Beecham wurde in den 1994 Birthday Honours zum Knight Bachelor geschlagen und wurde 1995 Freeman of the City von Newcastle.
1989 wurde er Honorary Fellow der Newcastle-upon-Tyne Polytechnic. Von der University of Newcastle upon Tyne wurde er 1992 mit der Ehrendoktorwürde eines Doctor of Civil Law (Hon DCL) ausgezeichnet.